# Ville Wallén
Ville Wallén (Vantaa, 20 giugno 1976) è un ex calciatore finlandese, di ruolo portiere.

## Palmarès
- Campionato finlandese: 4

HJK: 2003, 2009, 2010, 2011
- Coppa di Finlandia: 4

HJK: 2003, 2006, 2008, 2011